# S&T Daewoo XK8
S&T Daewoo XK8 або Dar-21 (DAewoo Assault Rifle- 21st Century) — штурмова гвинтівка типу буллпап розроблена SNT Motiv за технічної підтримки Агентства оборонного розвитку. Гвинтівка повинна була замінити «Daewoo Precision Industries K2» для Збройних сил Республіки Корея.
Не дивлячись на те що DAR-21 була першою гвинтівкою що не була замовлена Збройними силами Південної Кореї, після перших випробувань проведених Командуванням спеціальних операцій армії Республіки Корея, він був забракований та серійно не вироблявся.

## Історія
S&T Motiv почала розробку прототипу у 2003 році за підтримки агентства оборонного розвитку. Характеристики застарілого Daewoo K1 не могли забезпечити ефективність збройним силам Південної Кореї, і компанія прагнула замінити Daewoo K2 як гвинтівку нового покоління та поставити на масове виробництво. Розробку прототипу завершили у кінці того ж року та був оприлюднений. Проте після випробувань, Міністерство оборони Південної Кореї віддало перевагу К11.
Проте навіть експортний варіант майбутнього цього проєкту не вдався.

## Структура
DAR-21 був виготовлений з високоміцного пластику та полімерних матеріалів з отвором викиду з правого боку та важелем зведення з лівого боку. Селектор вогню складається з напівавтоматичної, тричергової серії та повної автоматичної стрільби.